# Vicko von Geldersen
Vicko von Geldersen (Geburtsdatum unbekannt; † 1391) war ein deutscher Kaufmann, Ratssendebote und Kämmerer in Hamburg.

## Leben und Wirken
Das Geburtsdatum Vicko von Geldersens ist unbekannt. Ein Zweig seiner Vorfahren lebte in Geldersen in der Lüneburger Heide und war mit der Ratsfamilie der Elbeke aus Lüneburg eng verwandt. Der Bruder seiner Mutter war Albert Lundeborg († 1350), der als Ratsherr in Hamburg tätig war. Von Geldersen war seit 1366 mit Katharina Wulkesfeld verheiratet, deren Vater Marquard Wulkesfeld aus Hamburg stammte.
Vicko von Geldersen führte umfangreiche Bücher über seine Geschäftstätigkeiten. Dazu gehört ein Handlungsbuch, in dem die Jahre von 1367 bis 1392 aufgeführt sind, sowie ein Rentebuch, das die Jahre von 1377 bis 1411 umfasst. Das erhaltene Dokument ist im Bestand des Staatsarchivs der Freien und Hansestadt Hamburg Signatur 621-1/133 und wurde 1895 in bearbeiteter Form von Hans Nirrnheim aufgelegt. Auch Teile eines Schuldbuchs von 1360 bis 1366 sind erhalten geblieben. Seine Söhne Johannes und Vicko führten die Bücher teilweise weiter. Vicko von Geldersen handelte mit Tüchern, war jedoch vermutlich kein Mitglied der Hamburger Vereinigung der Gewandschneider. Er bezog hochwertige Stoffe aus Flandern, Brabant und England, die er in Gebinden unterschiedlicher Größe in Hamburg und Lüneburg weiterverkaufte. Zu den Handelswaren von Geldersens gehörten auch Flachs, Baumwolle, Leinen, Holzwaren und Pelze. Neben den Handelsgeschäften gewährte und nahm von Geldersen Kredite, Kommissionen und Renten.
1367 erhielt von Geldersen einen Sitz im Hamburger Rat. Bei den Hansetagen 1378 in Lübeck und 1380 in Wismar vertrat er Hamburg als Sendebote des Rates. Auch bei Verhandlungen in Holland, mit Hansestädten wie Lüneburg, anderen Landesherren wie den Herzögen von Sachsen-Lauenburg und der Grafschaft Holstein-Rendsburg war von Geldersen beteiligt. Mehrere Jahre hatte er den Posten als einer von zwei Kämmerern inne. In diese Amtszeit fielen auch die Handwerkeraufstände im Jahr 1375.